# Université libre d'Amsterdam
L’université libre d'Amsterdam (en néerlandais Vrije Universiteit Amsterdam, plus communément abrégée en VU) est une université à Amsterdam, aux Pays-Bas. Fondée en 1880 par Abraham Kuyper et publique à son ouverture, cette université a un statut spécial dans l'enseignement supérieur néerlandais. Distincte de l'université d'Amsterdam, elle reçoit des fonds publics mais est en partie privée.

## Facultés
Les sommes à verser pour étudier aux Pays-Bas sont fixées par la loi, et les admissions se font par dossier et entretien. Un étudiant Néerlandais ou ressortissant de l'Union européenne doit débourser environ 2000 € pour entrer à l'université libre d'Amsterdam. Pour un étudiant de tout autre pays, la somme à payer varie entre 9 000 et 12 000 €. La plupart des Néerlandais ou ressortissants de l'Union européenne obtiennent un prêt de l'administration afin de couvrir leurs dépenses annuelles liées à l'université s'ils envisagent de s'installer durablement aux Pays-Bas.
Les formations de l'université libre d'Amsterdam ont lieu dans douze facultés, dont les bâtiments sont dispersés dans la ville. Chaque faculté couvre un champ des sciences. Ceux-ci ont alors été subdivisés dans les branches spécifiques. Les douze facultés : 
- La faculté de sciences naturelles et des sciences de la vie
- Le centre académique dentaire d'Amsterdam
- La faculté des sciences de mouvement
- La faculté de sciences économiques et de gestion des entreprises
- La faculté des sciences exactes
- La faculté de médecine
- La faculté de théologie
- La faculté de lettres
- La faculté de psychologie et de pédagogie
- La faculté de droit
- La faculté de sciences sociales
- La faculté de philosophie

La bibliothèque de l'université possède une collection de plus de 1 000 000 ouvrages imprimés en diverses langues. Elle occupe cinq étages du bâtiment principal, les collections médicales étant hébergées au centre scientifique. Les collections spéciales regroupent plus de 70 000 manuscrits écrits ou imprimés, classés en 26 catégories.
En 2008, la VU inaugure en partenariat avec l'université d'Amsterdam l'Amsterdam University College, une école d'arts libérale située dans l'Amsterdam Science Park, et enseignant à environ 900 élèves à l'année.

## Personnalités liées à l'université

### Étudiants
- Jan Peter Balkenende (Premier ministre)
- Wouter Bos (ministre)
- Pim Fortuyn (homme politique)
- André Rouvoet (ministre)
- Gerrit Zalm (ministre)
- Eberhard van der Laan (ministre)
- Gezina van der Molen (journaliste et juriste)

## Galerie

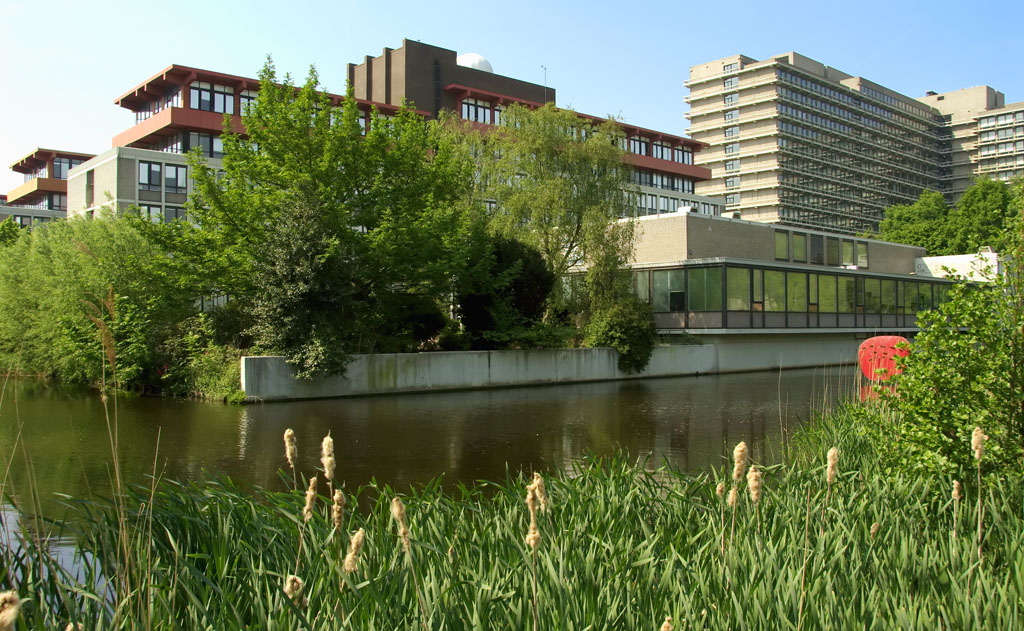
Un bâtiment scientifique à gauche de la photographie, et le bâtiment principal de l'université à droite.
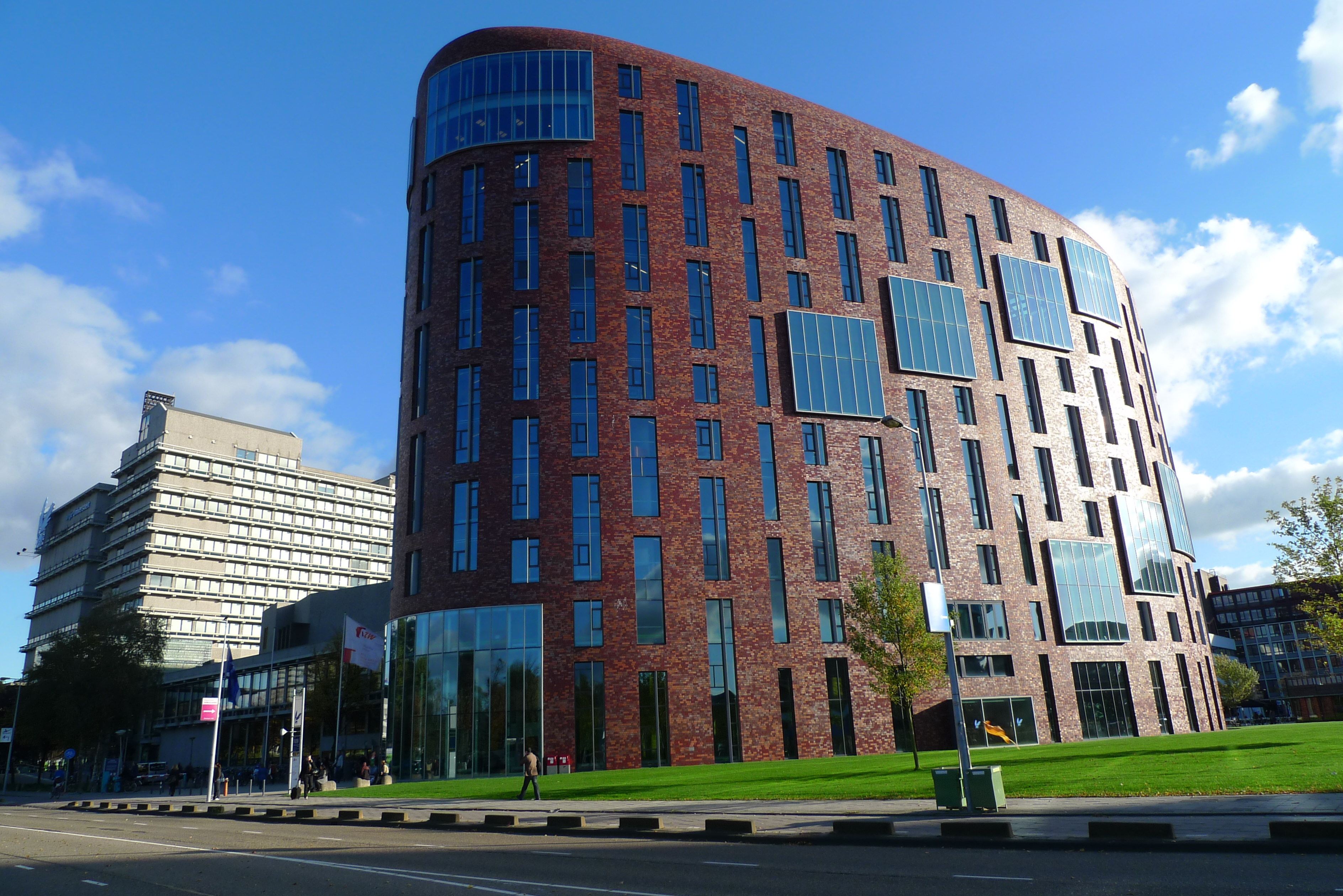
Le bâtiment OZW, qui abrite l'Amstel Academie, un organe de la VU.
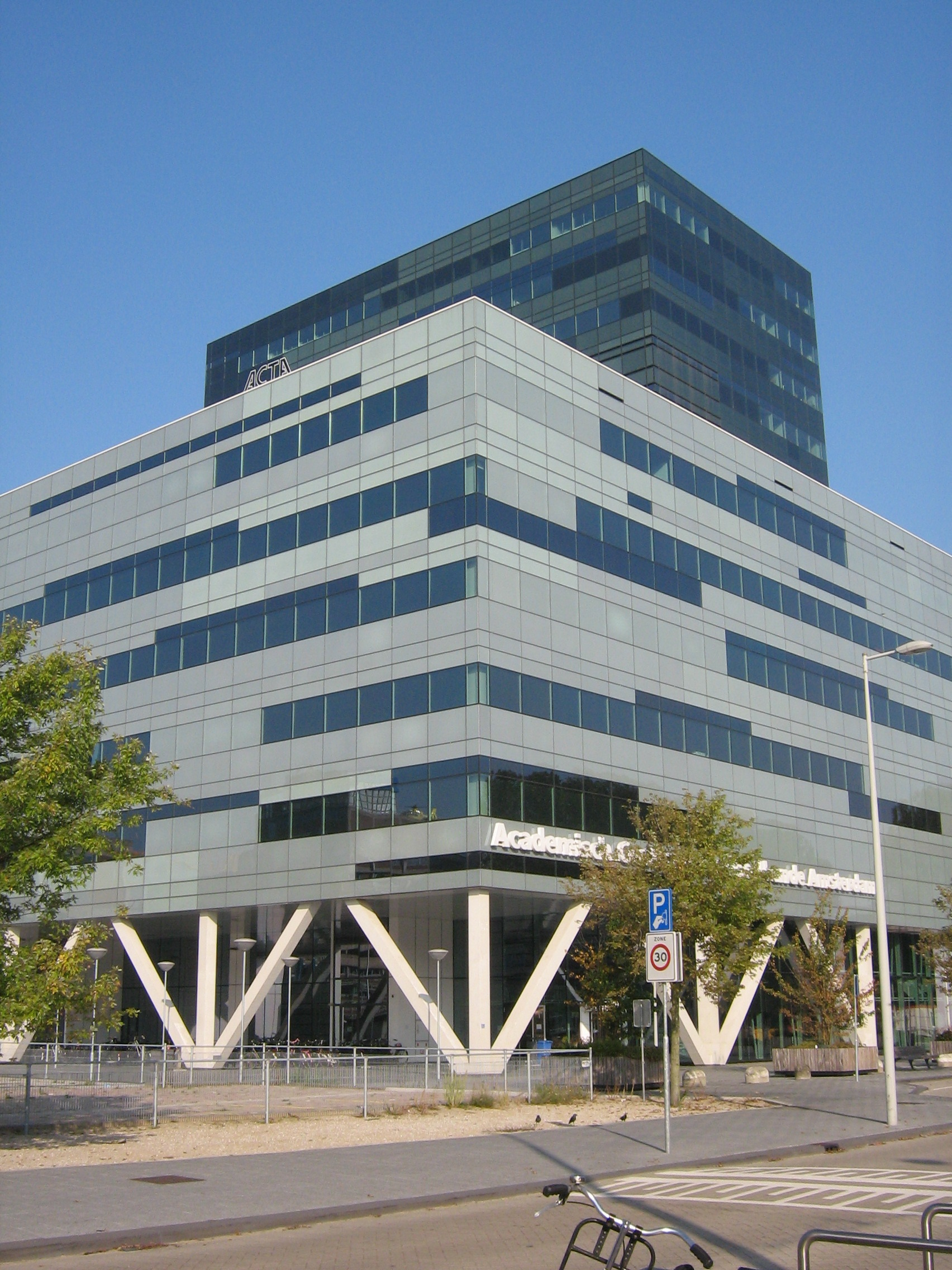
Le bâtiment ACTA, inauguré en 2010.